# 통곡의 벽 광장

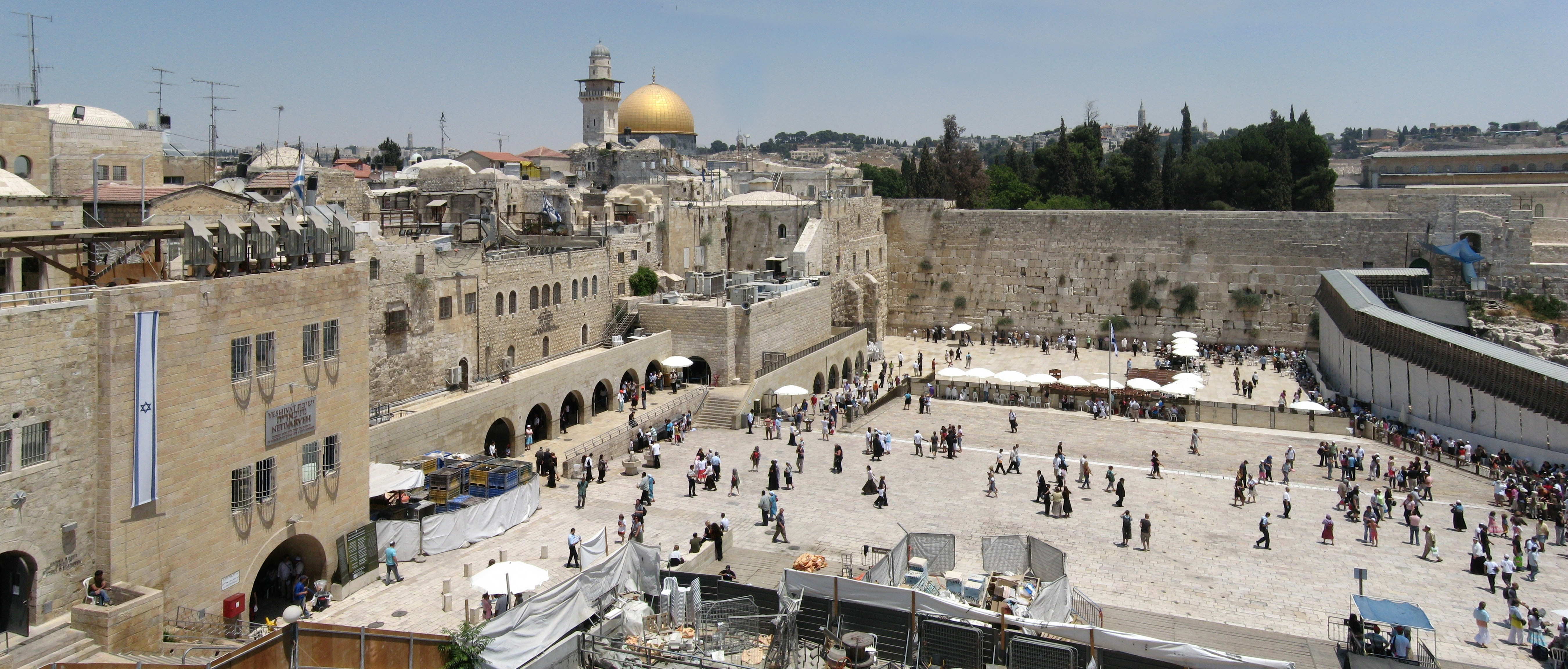

'서쪽 벽 광장  (Western Wall Plaza - רחבת הכותל המערבי) 인 광장을 통곡의 벽은 광장의 동쪽에 위치 옆에 있는 예루살렘의 올드 시티의 유대인 분기이다.

## 갤러리

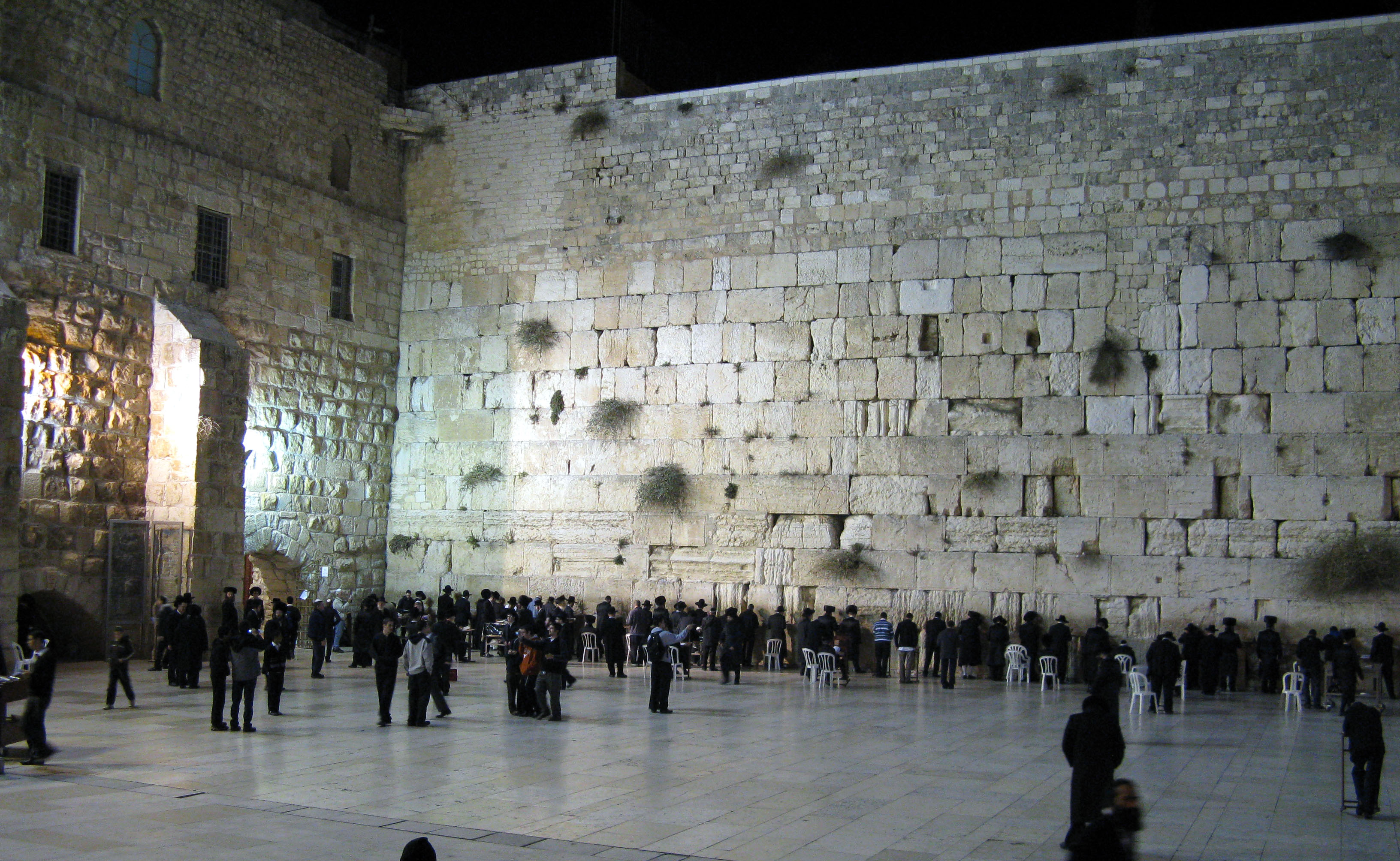
통곡의 벽
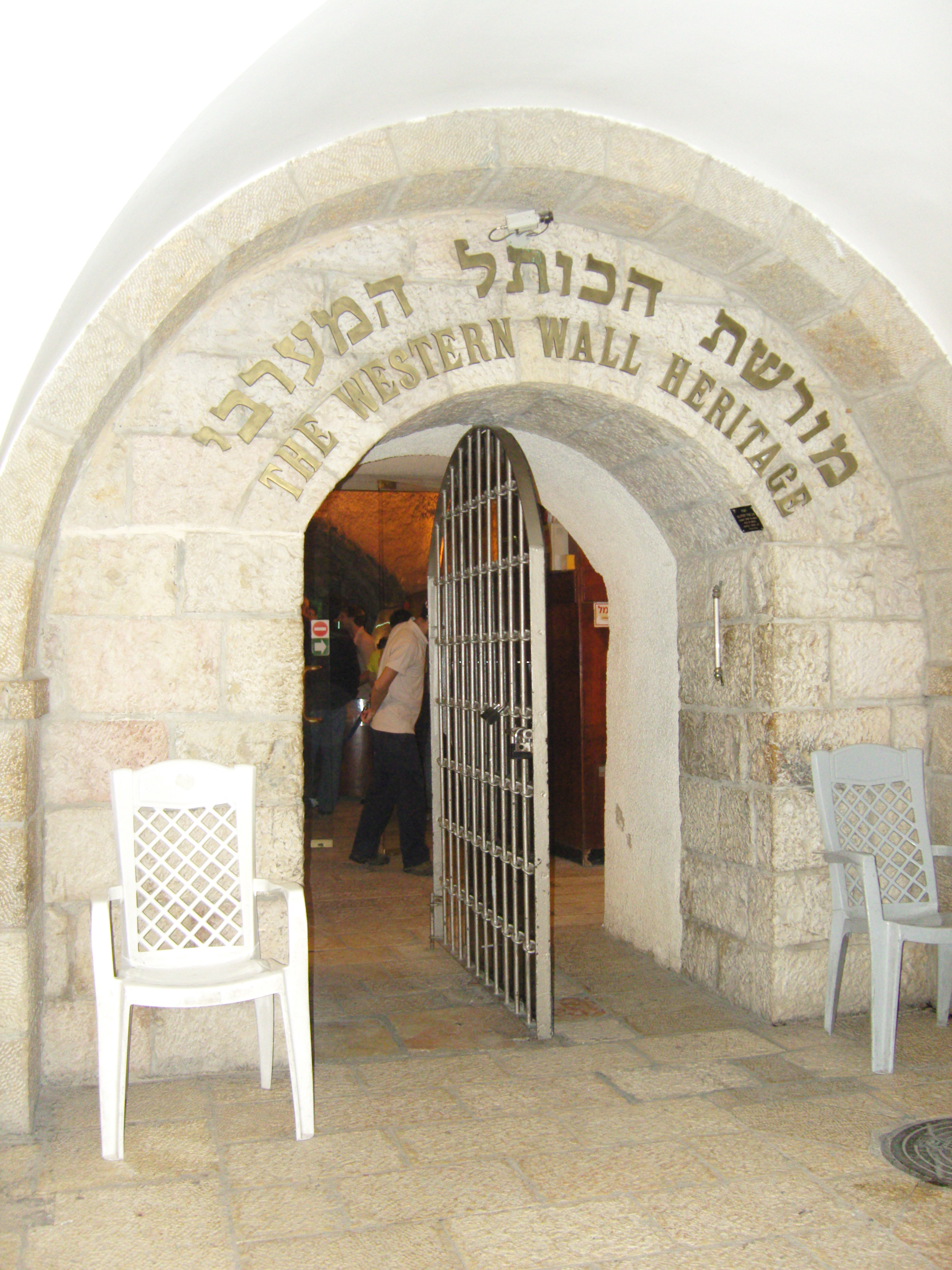
통곡의 벽 터널
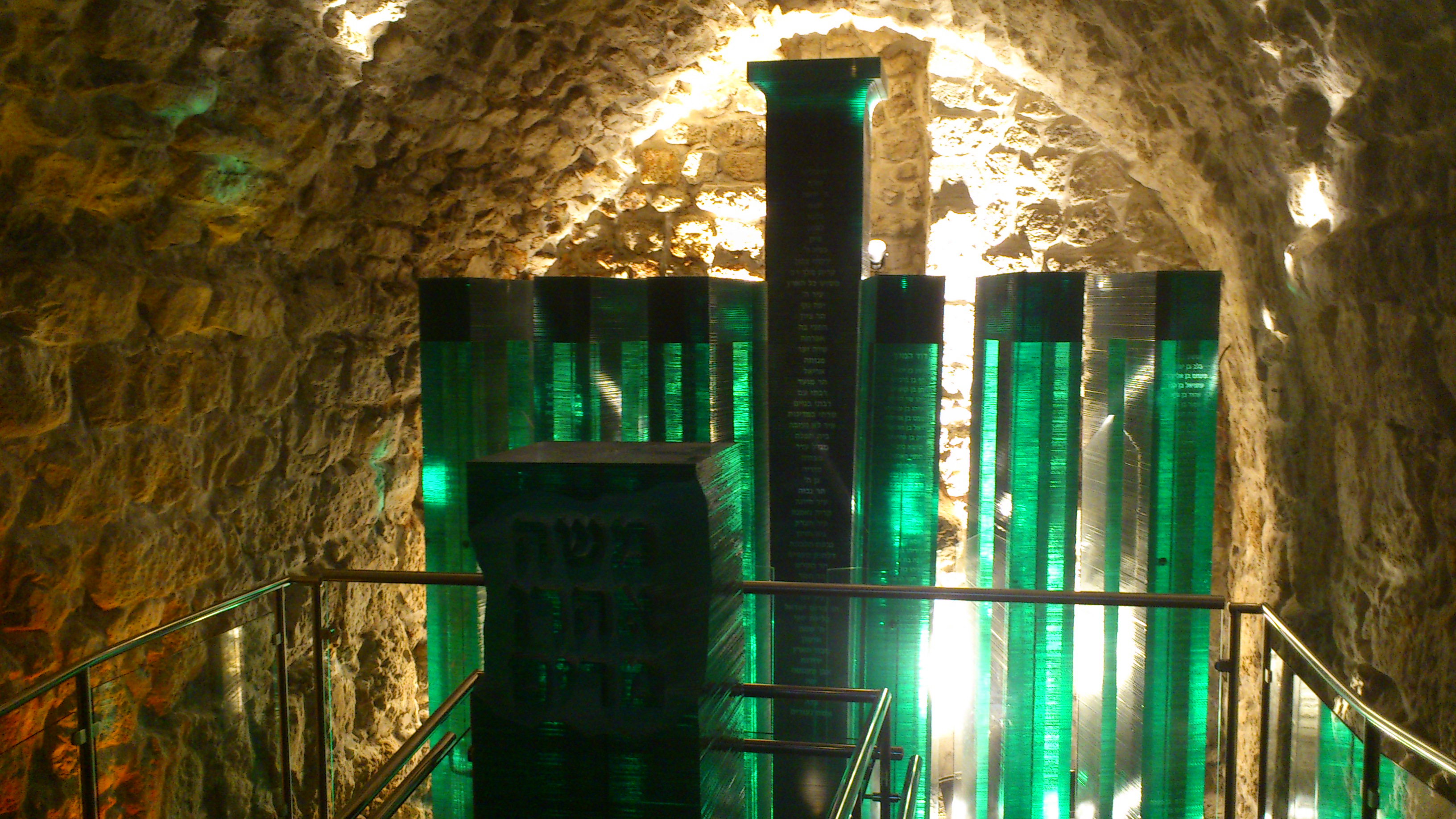
세대 센터의 체인
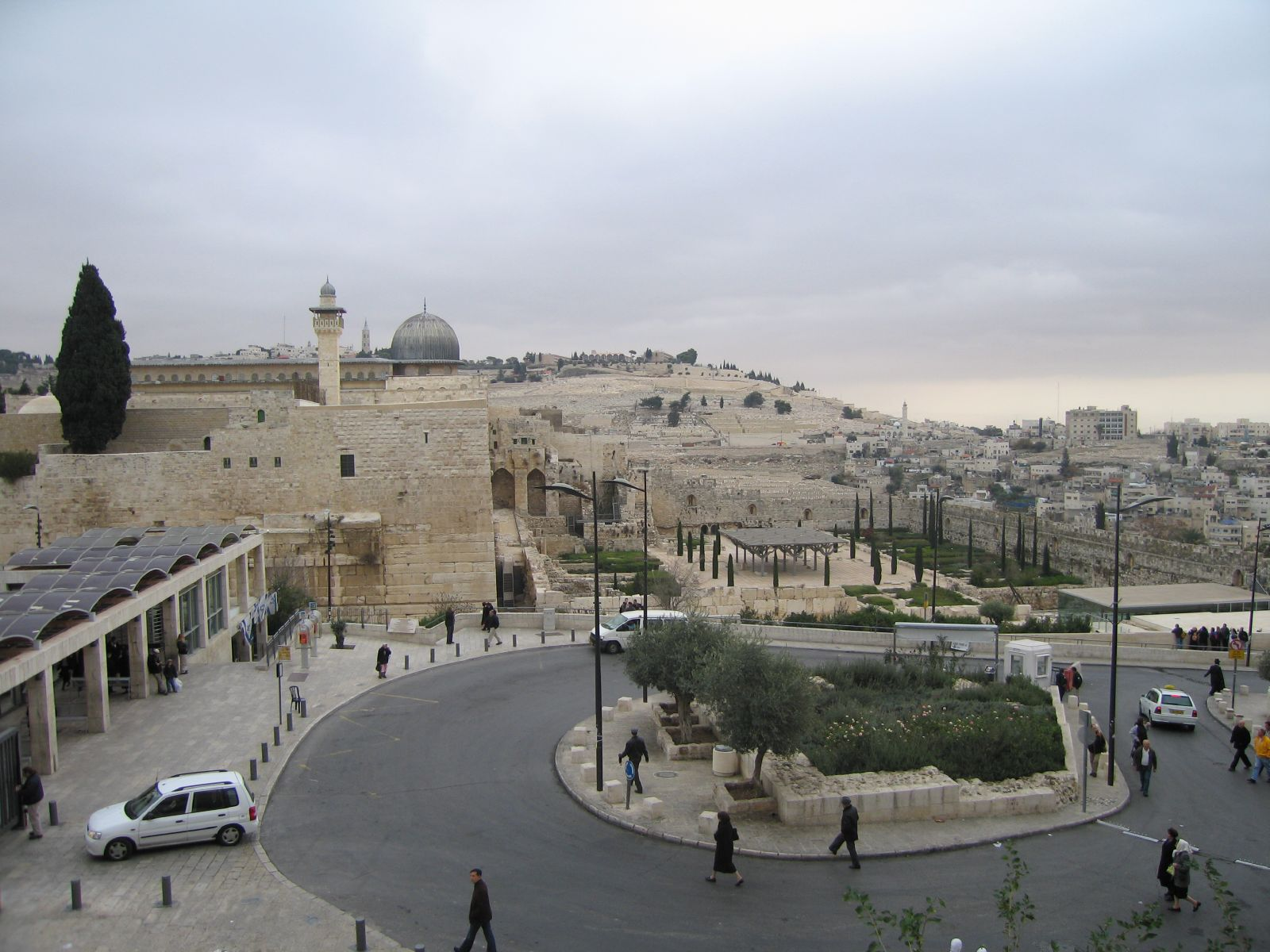
예루살렘 고고학 공원
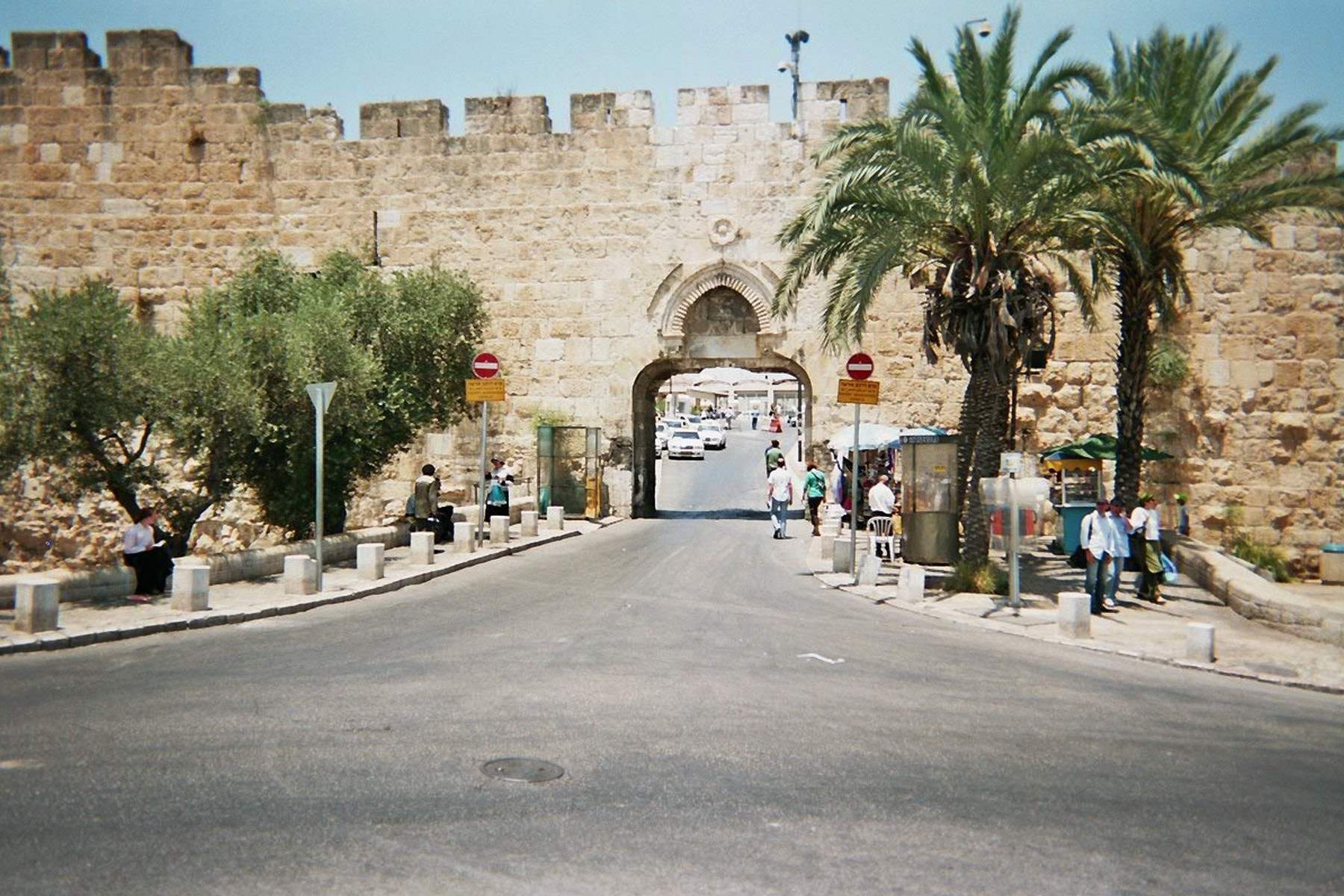
둥 게이트